# Деміан Цудлін
Деміан Шейн Цудлін (Кадлін) (народився 19 жовтня 1982) — професійний мотоцикліст. Він брав участь у Чемпіонаті світу з перегонів на витривалість FIM з 2002 по 2018 рік і тричі фінішував другим у чемпіонаті світу — 2011, 2012 та 2014 роках. Він був 4-м гонщиком у SERT (Suzuki Endurance Racing Team), який виграв Чемпіонат світу з перегонів на витривалість у 2015. Після перемоги в чемпіонаті IDM Supersport 2010 він дебютував у Гран-прі на Гран-прі Німеччини в 2010 році, де посів 7 місце. Він був задрафтований до MotoGP у 2011 році та періодично брав участь у гонках для різних команд до 2015 року. Раніше він також брав участь у чемпіонаті IDM Superbike, World Supersport Championship, Australian Formula Xtreme Championship, Australian Superbike Championship та AMA Superbike Championship.

## Інтернет-ресурси
- Офіційний сайт
- Damian Cudlin – Rider Bios at IDM – Internationale Deutsche Motorradmeisterschaft